# إندريك (لاعب كرة قدم مواليد 1995)
إندريك هو لاعب كرة قدم برازيلي في مركز الوسط، ولد في 7 مارس 1995 في البرازيل. لعب مع أبولون ليماسول.

## وصلات خارجية
- إندريك على موقع قاعدة بيانات كرة القدم.إي يو (الإنجليزية)
- إندريك على موقع ناشيونال فوتبول تيمز (الإنجليزية)
- إندريك على موقع Soccerway.com (الإنجليزية)